# Gubernatorzy miasta Uppsala
Szwedzkie miasto Uppsala zostało założone w XII wieku. W późniejszym okresie było ważnym centrum kultury i nauki szwedzkiej ze względu na Uniwersytet. Było też stolicą prowincji Uppland ważnej, ponieważ nieodległej od Sztokholmu. Znani są namiestnicy bądź gubernatorzy (Landshövdingar) od roku 1634. Od tego stanowiska zaczynało wielu szwedzkich mężów stanu.
- 1634-1640     Lars Eriksson Sparre av Rossvik
- 1640-1646     Göran Gyllenstierna d.ä.
- 1646-1649     Bengt Skytte
- 1649-1652     Svante Larsson Sparre
- 1652-1654     Svante Svantesson Banér
- 1654             Lars Claesson Fleming
- 1654-1656     Gustaf Persson Banér
- 1656-1660     Svante Svantesson Banér
- 1660-1664     Claes Rålamb
- 1664-1666     Göran Gyllenstierna av Lundholm d.y.
- 1666-1679     Axel Axelsson Lillie
- 1678-1679     Carl Gabriel Bååt vice landshövding
- 1679-1681     Gustaf Lilliecrona
- 1681             Claes Fleming av Liebelitz
- 1681-1685     Fabian Wrede af Elimä
- 1685-1689     Olof Arvidsson Thegner
- 1689-1695     Jakob Gyllenborg
- 1695-1714     Johan Hoghusen
- 1714-1719     Pehr Lennartsson Ribbing
- 1719-1728     Fredrik Magnus Cronberg
- 1729-1743     Johan Brauner
- 1743-1757     Carl von Grooth
- 1757-1762     Johan Georg Lillienberg
- 1762-1773     Johan Funch
- 1773-1782     Gustaf Thure Rudbeck
- 1782-1783     Olof von Nackreij
- 1783             Fredrik Ulrik von Friesendorff  t.f. landshövding
- 1783-1784     Jakob von Engeström             vice landshövding
- 1784             Claes Julius Ekeblad
- 1784             Claes Erik Silfverhielm
- 1784-1786     Carl Claes Mörner
- 1786-1787     Elis Schröderheim
- 1788             Adolf Fredrik Munck                tillträdde aldrig tjänsten
- 1788-1792     Ulrik Gottlieb Ehrenbill
- 1790             Erik af Wetterstedt
- 1792-1794     Elis Schröderheim
- 1794-1812     Erik af Wetterstedt
- 1812-1830     Berndt Wilhelm Fock
- 1830-1862     Robert Fredrik von Kraemer
- 1862-1893     Adolf Ludvig Hamilton
- 1893-1895     Ludvig Wilhelm August Douglas
- 1895-1907     Per Johan Bråkenhielm
- 1907-1930     Hjalmar Hammarskjöld
- 1914-1917     Knut Hamilton
- 1931-1943     Sigfrid Linnér
- 1943-1952     Hilding Kjellman
- 1952-1957     Georg Andrén
- 1957-1959     Elis Håstad
- 1959-1967     Olov Rylander
- 1967-1980     Ragnar Edenman
- 1980-1986     Ingemar Mundebo
- 1986-1992     Hans Alsén
- 1992-1997     Jan-Erik Wikström
- 1997-2002     Ann-Cathrine Haglund
- 2002             Ulf Henricsson    t.f. landshövding (1 aug. - 31 dec.)
- 2003-            Anders Björck